# Droga krajowa nr 108 (Kostaryka)
Droga krajowa nr 108 (hiszp. Ruta Nacional Secundaria 108/Ruta 108) – jedna z dróg krajowych w Kostaryce. Znajduje się ona w prowincji San José.

## Opis
W prowincji San José droga krajowa nr 108 przebiega przez kanton San José (dystrykty Merced, Uruca), kanton Goicoechea (dystrykt Guadalupe, San Francisco) i kanton Tibás (dystrykt Cinco Esquinas).